# Jüdischer Friedhof (Hopsten)

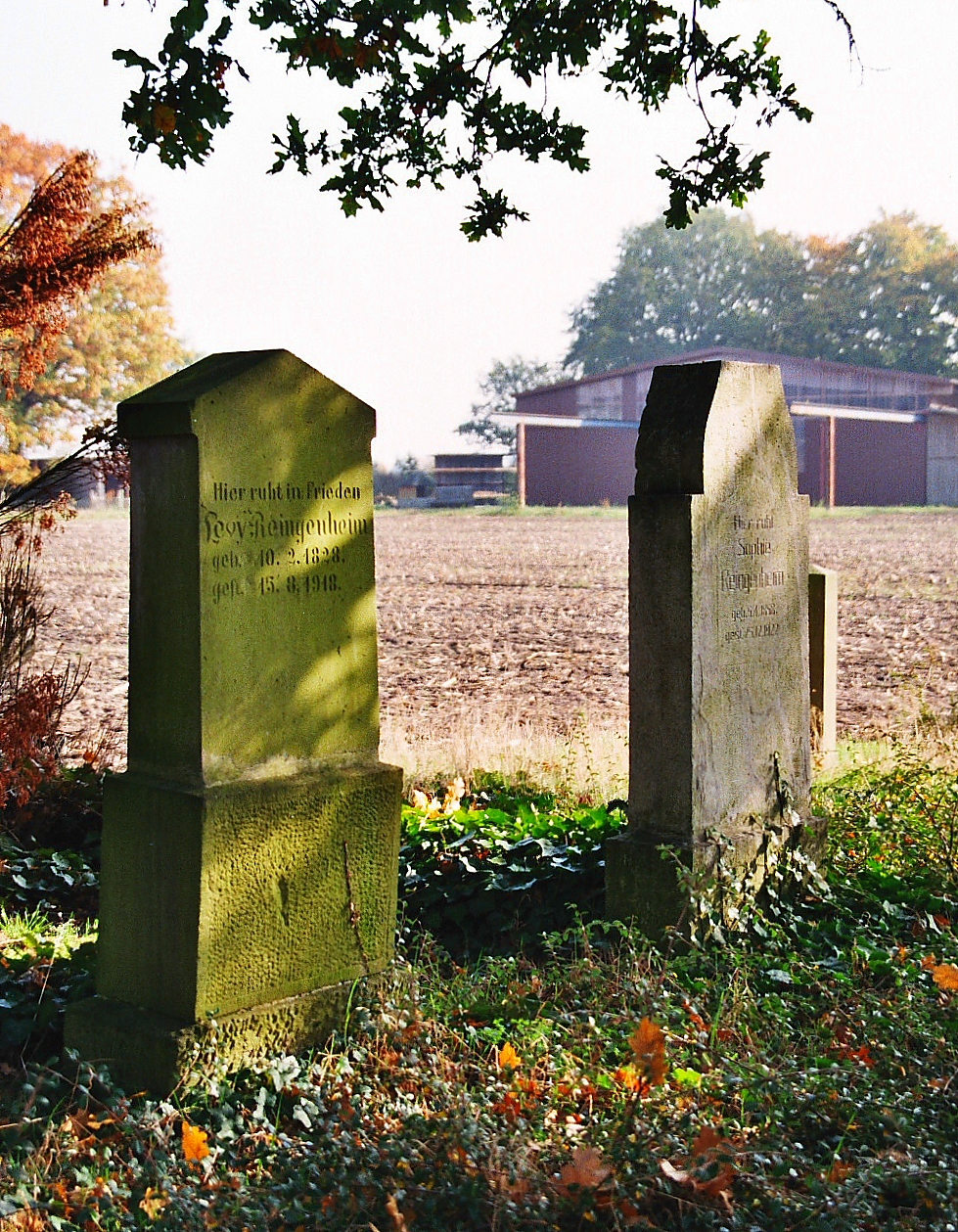
Grabsteine auf dem jüdischen Friedhof in Hopsten

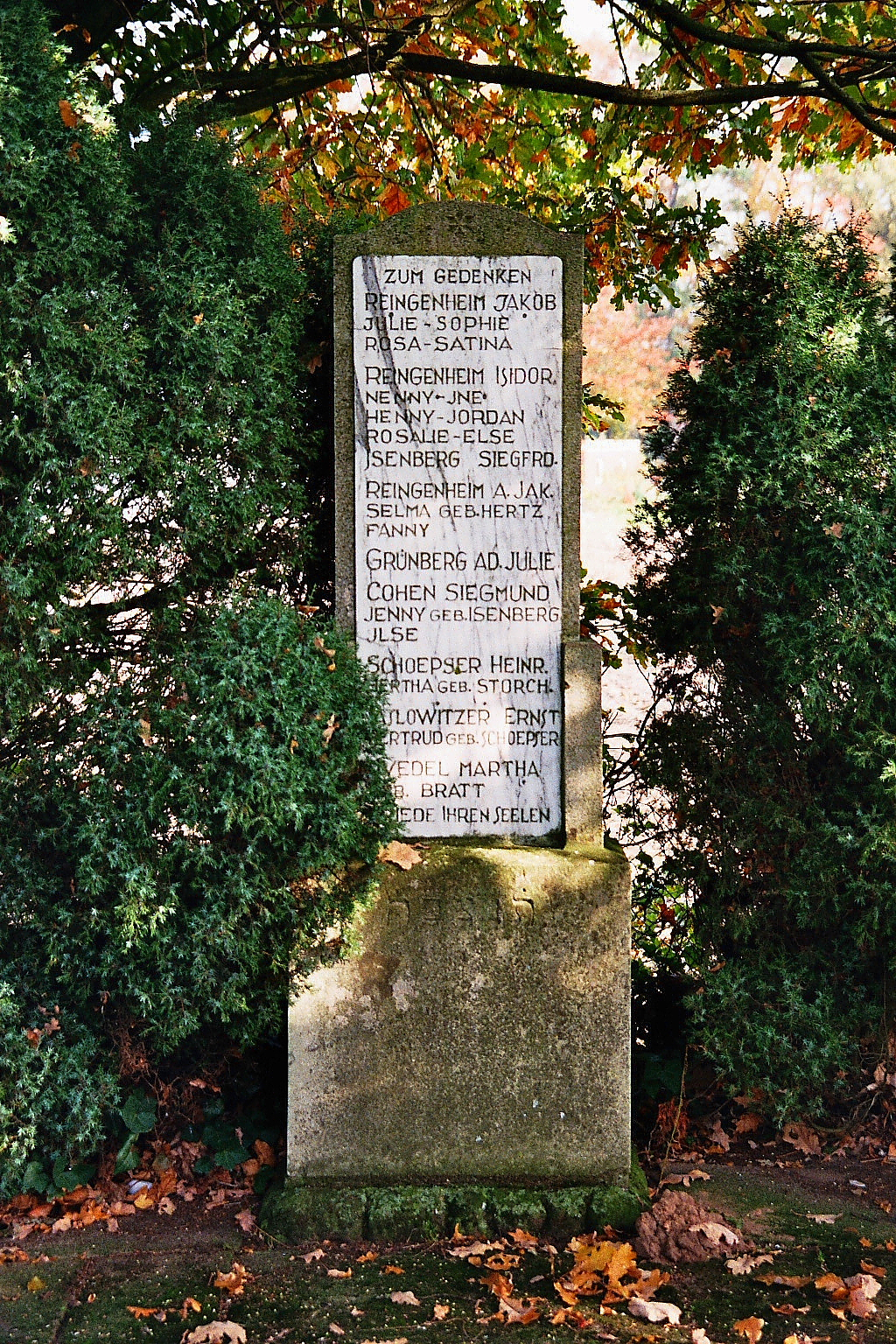
Gedenkstein für die ermordeten jüdischen Bürger aus Hopsten

Der Jüdische Friedhof in Hopsten, einer Gemeinde im Kreis Steinfurt in Nordrhein-Westfalen, entstand 1904 und wurde bis 1931 belegt. Der etwa 400 m² große jüdische Friedhof an der Schapener Straße ist ein geschütztes Baudenkmal.
Der Friedhof hat die Zeit des Nationalsozialismus unzerstört überstanden. Heute sind noch acht Grabsteine vorhanden.
Im Jahr 2018 wurde der Friedhof durch einen Lärchenholzzaun neu umzäunt.